# Grotestraat (Waalwijk)
De Grotestraat is een horeca- en winkelstraat in het centrum van Waalwijk.
De straat kan worden beschouwd als het centrum van de oorspronkelijke lintbebouwing in de Langstraat.